# Список запусків Р-7 (1957—1959)
Список запусків, включно зі спробами, ракет-носіїв сімейства Р-7 з 1957 по 1959 рік.
| Дата, час GMT            | Космодром        | Запуск      | Ракета-носій      | Серійний номер | Вантаж            | Результат | Примітки                                                                                  |
| ------------------------ | ---------------- | ----------- | ----------------- | -------------- | ----------------- | --------- | ----------------------------------------------------------------------------------------- |
| 1957-ий рік              |                  |             |                   |                |                   |           |                                                                                           |
| 15 травня 1957, 16:01    | Байконур, СК № 1 | І-1 (М1-5)  | Р-7 (8К71)        | М1-5           | Макет боєголовки  | Аварія    | Перший випробувальний запуск Р-7. Дострокове відокремлення бічного блоку першого ступеня. |
| 11 червня 1957           | Байконур, СК № 1 | -           | Р-7 (8К71)        | М1-6           | Макет боєголовки  | Збій      | Здійснено три невдалі спроби запуску.                                                     |
| 12 липня 1957, 12:53     | Байконур, СК № 1 | І-2 (М1-7)  | Р-7 (8К71)        | М1-7           | Макет боєголовки  | Аварія    | Випробувальний запуск. Коротке замикання в системі управління.                            |
| 21 серпня 1957, 12:25    | Байконур, СК № 1 | І-3 (М1-9)  | Р-7 (8К71)        | М1-8           | Макет боєголовки  | Успіх     | Перший у світі вдалий запуск міжконтинентальної балістичної ракети                        |
| 7 вересня 1957, 11:39    | Байконур, СК № 1 | І-4 (М1-10) | Р-7 (8К71)        | М1-9           | Макет боєголовки  | Успіх     | Другий успішний запуск МБР.                                                               |
| 4 жовтня 1957, 19:28     | Байконур, СК № 1 | ПС-1        | Супутник (8К71ПС) | М1-1ПС         | Супутник-1        | Успіх     | Перший запуск РН Супутник (8К71ПС). Перший у світі штучний супутник Землі.                |
| 4 листопада 1957, 02:30  | Байконур, СК № 1 | ПС-2        | Супутник (8К71ПС) | М1-2ПС         | Супутник-2        | Успіх     | Останній запуск РН Супутник (8К71ПС). Перша жива істота в космосі (собака Лайка)          |
| 1958-ий рік              |                  |             |                   |                |                   |           |                                                                                           |
| 29 січня 1958, 21:15     | Байконур, СК № 1 | І-5 (М1-12) | Р-7 (8К71)        | М1-11          | Макет боєголовки  | Аварія    | Вибух МБР одразу після старту                                                             |
| 29 березня 1958, 14:40   | Байконур, СК № 1 | І-6 (М1-6А) | Р-7 (8К71)        | М1-10          | Макет боєголовки  | Успіх     | Випробування МБР                                                                          |
| 4 квітня 1958, 15:30     | Байконур, СК № 1 | І-7 (М1-11) | Р-7 (8К71)        | М1-12          | Макет боєголовки  | Успіх     | Випробування МБР                                                                          |
| 27 квітня 1958, 09:01    | Байконур, СК № 1 | Д-1 № 1     | Супутник (8А91)   | Б1-2           | ІСЗ Д-1 №1        | Аварія    | Перший запуск РН Супутник (8А91). Вибух на 88 секунді польоту                             |
| 15 травня 1958, 07:00    | Байконур, СК № 1 | Д-1 № 2     | Супутник (8А91)   | Б1-1           | Супутник-3        | Успіх     | Останній запуск РН Супутник (8А91).                                                       |
| 24 травня 1958, 10:30    | Байконур, СК № 1 | ІІ-4 (Б1-3) | Р-7 (8К71)        | Б1-3           | Макет боєголовки  | Аварія    | Випробування МБР                                                                          |
| 10 липня 1958, 07:42     | Байконур, СК № 1 | ІІ-5        | Р-7 (8К71)        | Б1-4           | Макет боєголовки  | Аварія    | Випробування МБР                                                                          |
| 23 вересня 1958,         | Байконур, СК № 1 | Є-1 № 1     | Луна (8К72)       | Л1-1           | Є-1 № 1 (Луна-1A) | Аварія    | Перший запуск РН Луна (8К72). Вибух на 93 секунді польоту.                                |
| 11 жовтня 1958, 08:42    | Байконур, СК № 1 | Є-1 № 2     | Луна (8К72)       | Л1-2           | Є-1 № 2 (Луна-1B) | Аварія    | Вибух на 104 секунді польоту.                                                             |
| 4 грудня 1958            | Байконур, СК № 1 | Є-1 № 3     | Луна (8К72)       | Л1-3           | Є-1 № 3 (Луна-1C) | Аварія    | Вибух на 245 секунді польоту.                                                             |
| 24 грудня 1958, 16:00    | Байконур, СК № 1 |             | Р-7 (8К71)        |                | Макет боєголовки  | Аварія    | Випробування МБР                                                                          |
| 1959-ий рік              |                  |             |                   |                |                   |           |                                                                                           |
| 2 січня 1959, 16:41      | Байконур, СК № 1 | Є-1 № 4     | Луна (8К72)       | Л1-4           | Луна-1            | Успіх     | Вперше у світі досягнута друга космічна швидкість.                                        |
| 17 березня 1959, 01:46   | Байконур, СК № 1 | ГЧ №13      | Р-7 (8К71)        | 041081         | Макет боєголовки  | Успіх     | Перше впробування серійної ракети                                                         |
| 25 березня 1959, 05:25   | Байконур, СК № 1 | ГЧ №15      | Р-7 (8К71)        | ІЗ-18          | Макет боєголовки  | Успіх     | Випробування МБР                                                                          |
| 30 березня 1959, 22:53   | Байконур, СК № 1 | ГЧ №20      | Р-7 (8К71)        | ІЗ-20          | Макет боєголовки  | Аварія    | Випробування МБР                                                                          |
| 9 травня 1959, 18:59     | Байконур, СК № 1 | ГЧ №17      | Р-7 (8К71)        | ІЗ-21          | Макет боєголовки  | Збій      | Випробування МБР                                                                          |
| 30 травня 1959, 21:42    | Байконур, СК № 1 | ГЧ №22      | Р-7 (8К71)        | ІЗ-22          | Макет боєголовки  | Збій      | Випробування МБР                                                                          |
| 9 червня 1959, 20:34     | Байконур, СК № 1 | ГЧ №23      | Р-7 (8К71)        | ІЗ-23          | Макет боєголовки  | Аварія    | Випробування МБР                                                                          |
| 18 червня 1959, 08:08    | Байконур, СК № 1 | Є-1А №5     | Луна (8К72)       | І1-7           | Луна-2A           | Аварія    | Збій в роботі інерційної системи на 153 секунді польоту                                   |
| 18 липня 1959, 18:15     | Байконур, СК № 1 | ГЧ №24      | Р-7 (8К71)        | ІЗ-24          | Макет боєголовки  | Успіх     | Випробування МБР                                                                          |
| 30 липня 1959, 04:00     | Байконур, СК № 1 | ГЧ №?       | Р-7 (8К71)        | 041082         | Макет боєголовки  | Успіх     | Випробування МБР. Перший вдалий політ серійної ракети                                     |
| 13 серпня 1959, 23:14    | Байконур, СК № 1 | ГЧ №ІЗ-25   | Р-7 (8К71)        | ІЗ-25          | Макет боєголовки  | Успіх     | Випробування МБР                                                                          |
| 12 вересня 1959, 06:39   | Байконур, СК № 1 | Є-1А №6     | Луна (8К72)       | І1-7Б          | Луна-2            | Успіх     | Доставка вимпела на поверхню Місяця                                                       |
| 18 вересня 1959, 16:02   | Байконур, СК № 1 |             | Р-7 (8К71)        | І1-1Т          | Макет боєголовки  | Успіх     | Випробування МБР                                                                          |
| 4 жовтня 1959, 00:43     | Байконур, СК № 1 | Є-2А №1     | Луна (8К72)       | І1-8           | Луна-3            | Успіх     | Вперше отримано зображення зворотного боку Місяця                                         |
| 22 жовтня 1959, 17:30    | Байконур, СК № 1 |             | Р-7 (8К71)        | 267432         | Макет боєголовки  | Успіх     | Випробування МБР                                                                          |
| 25 жовтня 1959, 17:32    | Байконур, СК № 1 |             | Р-7 (8К71)        | 267434         | Макет боєголовки  | Успіх     | Випробування МБР                                                                          |
| 1 листопада 1959, 21:23  | Байконур, СК № 1 |             | Р-7 (8К71)        | 267431         | Макет боєголовки  | Успіх     | Випробування МБР                                                                          |
| 20 листопада 1959, 21:06 | Байконур, СК № 1 |             | Р-7 (8К71)        | І2-1Т          | Макет боєголовки  | Успіх     | Випробування МБР                                                                          |
| 27 листопада 1959, 01:12 | Байконур, СК № 1 | ГЧ №ІЗ-33   | Р-7 (8К71)        | 267433         | Макет боєголовки  | Успіх     | Випробування МБР. Останній запуск Р-7 (8К71)                                              |
| 23 грудня 1959, 19:05    | Байконур, СК № 1 | І-1         | Р-7А (8К74)       | І1-1           | Макет боєголовки  | Успіх     | Випробування МБР. Перший запуск Р-7А (8К74)                                               |